# Russian Circles
I Russian Circles sono un gruppo musicale post-rock statunitense formatosi a Chicago nel 2004. La band è dedita principalmente alla composizione di musica strumentale post-rock e post-metal. Si caratterizzano per uno stile musicale assai eterogeneo, che spazia dalle note pesantemente discordanti dell'heavy metal a passaggi più delicati. Sono noti anche per le loro esibizioni dal vivo cariche di energia, che annoverano partecipazioni a tour con i Minus the Bear, Chin Up Chin Up, Coheed and Cambria, Mono e Pelican così come un'apparizione nel 2006 al SXSW. Sono stati il gruppo di apertura nel corso del tour dei Tool in Regno Unito nel 2007.

## Storia del gruppo
Il gruppo è fondato nel tardo 2004 dal chitarrista Mike Sullivan e dal bassista Colin DeKuiper, entrambi impegnati in precedenza in un altro gruppo che si occupava in prevalenza di musica strumentale, i Dakota/Dakota. Reclutano immediatamente Dave Turncrantz, precedentemente impegnato con i Riddle of Steel, gruppo di Saint Louis. Il 16 maggio 2006 pubblicano, per le etichette Flameshovel Records e Sargent House, il loro album d'esordio, Enter.
Nell'autunno del 2007 viene annunciata la separazione del gruppo da Colin DeKuiper, il quale è sostituito da Brian Cook, ex bassista dei Botch e dei These Arms Are Snakes. Nello stesso periodo firmano un contratto per la Suicide Squeeze Records ed entrano in studio di registrazione con il produttore e tecnico del suono Matt Bayles. Il 6 maggio 2008 esce il loro secondo full-length, Station.
Nel maggio 2009 registrano, con la produzione di Brandon Curtis dei The Secret Machines, il terzo disco, Geneva. L'album viene pubblicato il 20 ottobre 2009 e raggiunge il 24º posto della classifica Heatseekers di Billboard.
Nel 2011 i Russian Circles hanno firmato un contratto con la casa discografica Sargent House, la quale aveva negli anni precedenti pubblicato vinili degli album della band in edizione limitata. Il loro quarto album, Empros, è stato pubblicato il 25 ottobre. A questo album è seguito un tour con i Deafheaven.
Nell'ottobre 2013 esce l'album Memorial, prodotto da Brandon Curtis (Secret Machines, Interpol), già produttore di Empros e Geneva. Segue un tour intrapreso assieme alla cantante californiana Chelsea Wolfe.
Nell'agosto 2016 viene pubblicato il sesto album in studio Guidance, prodotto da Kurt Ballou, chitarrista dei Converge.
Il 2 agosto 2019 hanno pubblicato il loro settimo album in studio Blood Year.

## Formazione

### Formazione attuale
- Mike Sullivan – chitarra
- Dave Turncrantz – batteria
- Brian Cook – basso

### Ex componenti
- Colin DeKuiper – basso

## Discografia

### Album in studio
- 2006 – Enter (Flameshovel Records, edizione in vinile per Sargent House)
- 2008 – Station (Suicide Squeeze Records, edizione in vinile per Sargent House)
- 2009 – Geneva (Suicide Squeeze Records, edizione in vinile per Sargent House)
- 2011 – Empros (Sargent House)
- 2013 – Memorial (Sargent House)
- 2016 – Guidance (Sargent House)
- 2019 – Blood Year (Sargent House)
- 2022 - Gnosis (Sargent House)

### Album dal vivo
- 2017 – Live at Dunk! Fest (Sargent House, registrato al Dunk! Festival il 7 maggio 2016)

### EP, Singoli e Split
- 2004 – Russian Circles (EP)
- 2006 – Upper Ninety (Suicide Squeeze Records, singolo)
- 2008 – Russian Circles / These Arms Are Snakes (Sargent House, split con These Arms Are Snakes)
- 2019 – Milano (singolo)